# موسی بی‌لی (کیلیس)
موسی بی‌لی (به ترکی استانبولی: Musabeyli) (به کردی: Girê Murad) یک شهرستان و منطقهٔ مسکونی در ترکیه است که در استان کیلیس واقع شده‌است.